# أليكساندر باوتشر
أليكساندر باوتشر (بالفرنسية: Alexandre Boucher)‏ هو عازف كمان فرنسي، ولد في 11 أبريل 1778 في باريس في فرنسا، وتوفي بنفس المكان في 29 ديسمبر 1861.